# Comiso
Comiso – miasto i gmina we Włoszech, w regionie Sycylia, w prowincji Ragusa.
Według danych na rok 2004 gminę zamieszkiwało 28 389 osób, 443,6 os./km².